# Caliphaea angka
Caliphaea angka е вид водно конче от семейство Calopterygidae. Видът е застрашен от изчезване.

## Разпространение и местообитание
Разпространен е в Тайланд.
Обитава сладководни басейни и потоци.